# Michelle Freeman
Michelle Freeman, född den 5 maj 1969, är en före detta jamaicansk friidrottare som tävlade i häcklöpning.
Freemans första internationella mästerskap var VM 1991 i Tokyo där hon blev utslagen i semifinalen på 100 meter häck. Vid VM 1993 gick hon vidare till finalen där hon slutade sjua på tiden 12,90. Vid samma mästerskap blev hon även bronsmedaljör i den korta stafetten på 4 x 100 meter. 
Vid Samväldesspelen 1994 vann hon guld på 100 meter häck. Hon deltog även vid Olympiska sommarspelen 1996 där hon blev bronsmedaljör i stafett. Nästa större mästerskap var inomhus-VM 1997 där hon vann guld med tiden 7,82 på 60 meter häck. Samma år deltog hon vid VM utomhus i Aten där hon blev bronsmedaljör på 100 meter häck på tiden 12,61.
Under 1998 noterade hon sina personliga rekord på både 60 meter häck och på 100 meter häck. Tiderna 7,74 respektive 12,52 placerar henne högt på världsbästalistorna. 
Hon deltog vid Olympiska sommarspelen 2000 men blev där utslagen redan i försöken. Hennes sista stora framgång är från inomhus-VM 2001 då hon blev silvermedaljör efter USA:s Anjanette Kirkland. 